# 이동하 (컬링 선수)
이동하(1973년 12월 5일~)는 대한민국의 휠체어 컬링 선수이다.